# Rho del Lleó
Rho del Lleó (ρ Leonis) és un estel en la Constel·lació del Lleó, situada a 8 minuts d'arc de l'eclíptica. Ocasionalment rep el nom de Shir, del persa «lleó». En l'antiga Babilònia assenyalava la setzena constel·lació eclíptica, Maru-sha-arkat-Sharru, el significat de la qual pot ser el «quart fill» o «el fill de quatre anys després del rei».
Rho del Lleó està molt allunyada de nosaltres i, igual que Deneb (α Cygni), la seva distància no pot mesurar-se mitjançant paral·laxi. Una estimació de la mateixa pot ser 3.650 anys llum. És un estel binari, la component visible del qual, Rho del Lleó A, és una supergegant blava de tipus espectral B1Ib i magnitud aparent +4,4. Extraordinàriament lluminosa, llueix amb una lluminositat 335.000 vegades major que la del Sol. Com altres supergegants també és lleugerament variable, amb una variació irregular de lluentor al voltant del 7%. Gira sobre si mateixa amb una velocitat de rotació projectada de 55 km/s, implicant un període de rotació inferior a 21 dies. 35 vegades més massiva que el Sol, la seva massa està molt per sobre del límit en què els estels finalitzen els seus dies en forma de supernova, sent aquest el final que l'espera. Encara que la seva edat aproximada és de només 7 milions d'anys, ja ha acabat al seu interior la fusió d'hidrogen, i no transcorrerà molt temps abans que sobrevinga l'esclat final.
Sobre Rho del Lleó B poc se sap, ni tan sols el tipus espectral. El que sí és segur és que ha de ser molt massiva també, ja que amb prou feines és mitja magnitud més tènue que Rho del Lleó A.
El sistema estel·lar Rho del Lleó està relativament allunyat del pla galàctic, lloc de naixement de la major part dels estels, cosa que suggereix que ha estat desplaçat des d'allí per alguna interacció gravitatòria, podent ser considerat una versió menor dels anomenats estels fugitius.